# ده بنة (أمجز)
ده بنة (بالفارسية: ده بنه) هي قرية تقع في إيران في قسم أمجز الريفي.